# とびら (川嶋あいの曲)
「とびら」は、日本のシンガーソングライター・川嶋あいの楽曲。2015年3月11日よりiTunes Storeで配信が開始された後、彼女の23枚目のシングルとして2015年7月1日にTSUBASA RECORDSからリリースされた。

## 解説
東日本大震災から4年が経過するにあたって、川嶋が「東北の子どもたちの今の気持ちに寄り添えるような曲を作れないか」と言う思いで制作した楽曲。川嶋が岩手県・宮城県・福島県を訪れ、現地の中学生との対話を通じて作り上げた。PVには、曲作りのため訪れた中学校の卒業式に川嶋が参加する模様などが映されている。
シングルは初回限定盤と通常盤の2種が発売。初回限定盤にはPVが収録されたDVDが付属するほか、千葉銀行のコマーシャルソングとして使用されていた未発表曲「Smile to blue sky」がカップリング曲として収録される。
また、公式サイトから、「とびら」の楽譜をダウンロードができる。

## 収録曲
| 全作詞・作曲: 川嶋あい。 | |           |            |          |                                        |      |
| #                        | タイトル                                                                                                   | 作詞      | 作曲・編曲 | 編曲     | 備考                                   | 時間 |
| 1.                       | 「とびら」                                                                                                 | 川嶋あい  | 川嶋あい   | 宗本康兵 |                                        | 4:49 |
| 2.                       | 「とびら (合唱Ver.)」                                                                                      | 川嶋あい  | 川嶋あい   |          | 福島県立郡山東高等学校合唱部による合唱 | 4:40 |
| 3.                       | 「Smile to blue sky」(千葉銀行「20人21脚」篇CMソング・IAT夏の高校野球岩手大会実況中継2015年度テーマソング) | 川嶋あい  | 川嶋あい   |          | 初回限定盤のみ収録                     | 4:02 |
| 合計時間:                | 合計時間:                                                                                                  | 合計時間: | 合計時間:  | 13:33    |                                        |      |

| #  | タイトル       | 作詞 | 作曲・編曲 |
| -- | -------------- | ---- | ---------- |
| 1. | 「とびら」(MV) |      |            |